# Giuseppe Avellone (politico)
Giuseppe Avellone (Partinico, 8 marzo 1932 – 18 dicembre 1996) è stato un politico italiano.

## Biografia
Laureato in giurisprudenza e bancario di professione (funzionario della Sicilcassa - Cassa di risparmio V.E. per le province siciliane), ha ricoperto le cariche di consigliere comunale, assessore e sindaco.
È stato ininterrottamente Senatore della Repubblica per la DC dal 5 luglio 1976 al 1º luglio 1987 (dalla VII alla IX Legislatura) e Deputato alla Camera della X Legislatura dal 25 giugno 1987 al 12 marzo 1991.
Ha ricoperto diversi incarichi di governo: 
- V Governo Fanfani - Sottosegretario di Stato per l'industria, commercio e artigianato dal 7 dicembre 1982 al 3 agosto 1983;
- I Governo Craxi - Sottosegretario di Stato per le poste e telecomunicazioni dal 9 agosto 1983 al 1º agosto 1986;
- II Governo Craxi - Sottosegretario di Stato per le poste e telecomunicazioni dal 4 agosto 1986 al 17 aprile 1987;
- VI Governo Fanfani - Sottosegretario di Stato per le poste e telecomunicazioni dal 18 aprile 1987 al 28 luglio 1987.

È stato eletto nel 1991 deputato regionale nella XI legislatura dell'Assemblea Regionale Siciliana, nella lista della DC, collegio di Palermo, con 69.424 di preferenza su 287.166 di lista (24,18%). All'Ars ha ricoperto i seguenti incarichi: dal 25-07-1991 Presidente del collegio dei Deputati Questori, dal 27-09-1991 al 20-01-1994 Componente Commissione I - Affari Istituzionali e dal 20-01-1994 Componente Commissione I - Affari Istituzionali.